# Ontinyent Club de Futbol
El Ontinyent Club de Futbol (en valenciano), previamente Onteniente Club de Fútbol, fue un club de fútbol español, fundado en 1947 en Onteniente (provincia de Valencia). Los antecedentes históricos de este club se sitúan en 1931, después de que el secretario del ayuntamiento consiguiera fusionar los dos equipos que existían por entonces en el municipio: el Club Deportivo Onteniente, fundado el 5 de agosto de 1923, y la Peña Deportiva Ideal, dando origen al Onteniente Football Club. Se inscribió oficialmente en el Registro de Asociaciones del Gobierno Civil de Valencia el 30 de marzo de 1931.
El club nacido en 1947 tuvo una época dorada en los años 1960 y principios de los 1970, cuando compitió cinco temporadas en Segunda División.
En la temporada 2009/10, el Ontinyent perdió en la final de la promoción de ascenso a Segunda División contra la AD Alcorcón por 3-2 tras haber empatado en la ida en Onteniente 1-1.
El 4 de abril de 2013 el entrenador John Clarkson denunció un intento de soborno a uno de sus jugadores, aunque no dio nombres ni del jugador ni de la entidad que realizó la propuesta.
El 25 de junio de 2017, el Ontinyent volvió a Segunda B en la Ciudad Deportiva de Ibaia, ante el Alavés B en la tanda de penaltis tras un 3-0 favorable en la ida y un 3-0 adverso en la vuelta. El portero suplente Iván Vallés se erigió como el héroe de la tanda al detener dos de los cuatro penaltis que le lanzaron. Este hecho se hizo famoso en todo el país al haber coincidido el día anterior con la boda del portero titular, Raúl Poveda, el cual no pudo llegar a tiempo al encuentro.
A finales de enero de 2019, tras varios meses sin cobrar sus nóminas, los jugadores denuncian al club por impagos. El presidente Luis Ortiz anunció que un grupo de empresarios locales habían mostrado interés en aportar dinero para pagar los atrasos a la plantilla y así evitar la desaparición. Sin embargo, dos meses después, tras no concretarse dicho interés y arrastrando una deuda superior al millón de euros, el club cesa definitivamente su actividad. Dos años después, el BOE publicó su disolución.

## Estadio
Dirección: Avenida del Textil, 18, 46870 Onteniente (Valencia)
Dimensiones: 103×68 metros
Césped: Artificial 
Fecha Inauguración: 1951 
Capacidad: 5000 personas

## Acariciando la Segunda División
La mejor temporada de la historia reciente del Ontinyent CF fue la 2009-10 en la que se clasificó en tercer lugar para el play-off de ascenso a la División de Plata. A pesar de tener que jugar las idas de las eliminatorias en casa, el Ontinyent consiguió ganar los cuatro primeros partidos, eliminando de forma brillante al Guadalajara y al Eibar. La ronda final frente al Alcorcón también empieza en casa con un esperanzador empate a uno. En la vuelta cerca de 1000 aficionados acompañan al equipo al campo de Santo Domingo. A falta de 30 minutos para el final, el Ontinyent ganaba 0-2 y ya soñaba con el ascenso. El Alcorcón consiguió igualar el partido a dos pero el resultado todavía beneficiaba al equipo valenciano. Ya en tiempo de descuento, llegó el gol definitivo de los madrileños en una acción en la que el Ontinyent reclamó unas manos del jugador local Sergio Mora, una falta previa y un fuera de juego del autor del tanto Íñigo López.
Desde entonces, con la presidencia de José Antonio Alberto Requena, el club entra en una deriva que concluye con una situación dramática en el aspecto económico y con la creación de una junta gestora que preside Luis Ortiz y que trató de relanzar el club desde los ámbitos deportivo, económico y social, pero que finalmente acabó viendo como desaparecía la entidad.

## Jugadores y cuerpo técnico

### Entrenadores

#### Cronología de los entrenadores
- Adrian Contreras (1974)
- Rafa Lario (2002-2003)
- Quique La Taza (2003-2004)
- Josemari (2000-Monologuista)
- Fernando El Mestre (2004-2005)
- David de la Hera Baños (2005-2006)
- Jose de la Rosa Guerola (CMD)
- Roberto Granero (2011-2012).
- Alexis (0-74)
- Juan Moreno (2013-2014)
- Nino Lema (2013-2014)
- Rafa Aguado (2005)
- José Carlos Mullor (2099-2015)
- Miguel Ángel Mullor (2015-2017)
- Vicente Parras Camello (2017-2018)[9]
- Miguel Ángel El Millor (2018)
- Ángel Cobo (Goleador) (Actualmente)
- Sergi "El Bolas" (CEO)
- Esteve gramage (Mejor entrenador de la historia]]